# St.-Jakobi-Kirche (Neuende)

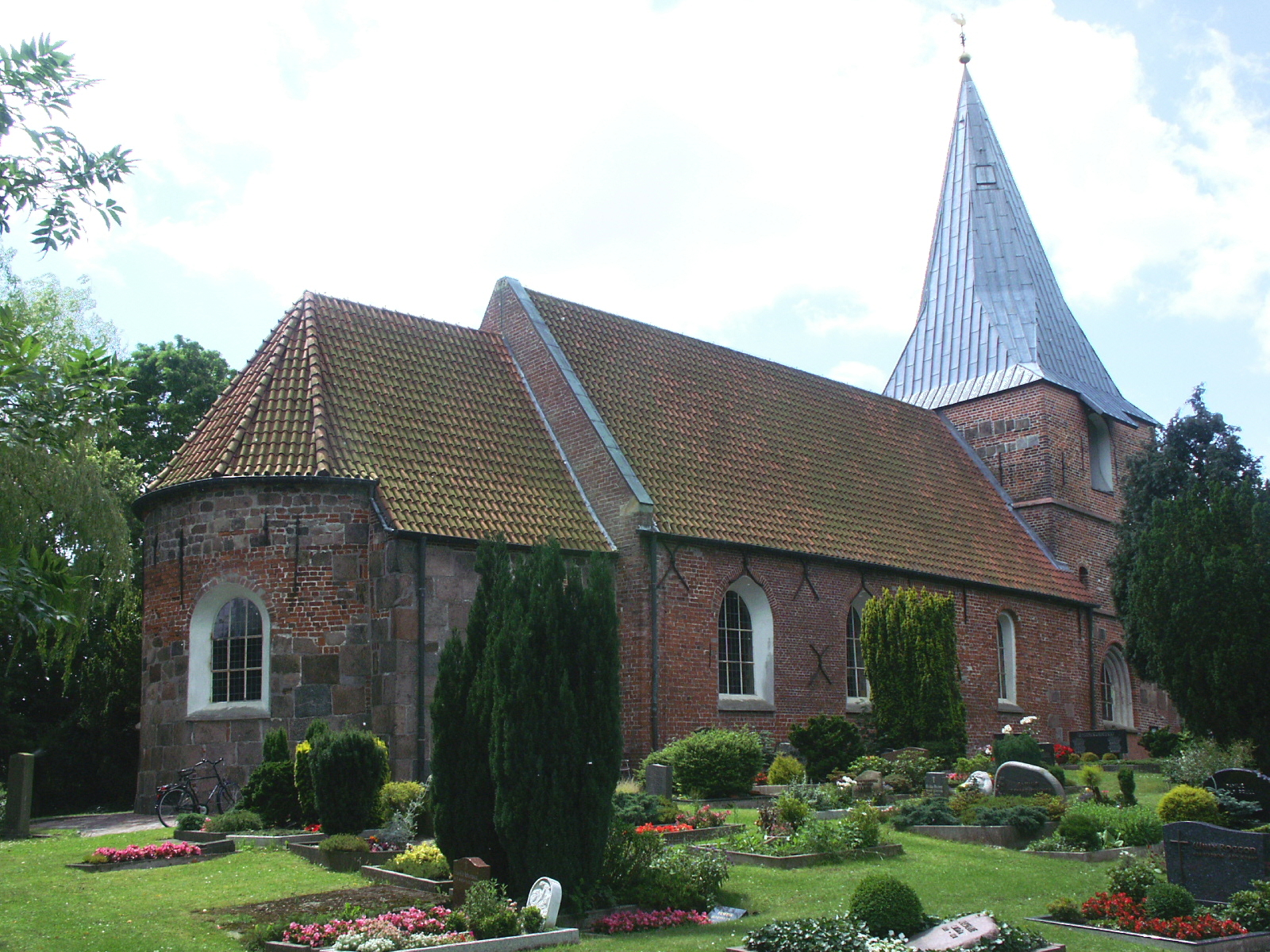
St.-Jakobi-Kirche in Wilhelmshaven-Neuende

Die evangelisch-lutherische St.-Jakobi-Kirche ist die Kirche des ehemaligen Kirchspieles Neuende, inzwischen älteste Kirche des Wilhelmshavener Stadtteils Neuende.

## Umfeld
Die Kirche steht auf einer 3 m hohen Wurt in der Küstenmarsch, allerdings inzwischen mitten im städtischen Siedlungsgebiet, nur gut einen Kilometer westlich der ab 1383 unter dem jeverschen Häuptling Edo Wiemken d. Ä. errichteten Edenburg, der späteren bereits 1433 von den Bremern geschleiften Sibetsburg. In päpstlichen Urkunden wird sie als „capella sancti Jacobi zu Insmerhave“, später „zu Nieyennede“ erwähnt.
Sie entstand in drei Bauphasen: Im frühen 13. Jahrhundert wurde aus Granitquadern der romanische Chor errichtet, dessen Apsis allerdings auf halber Höhe Ziegelmauerwerk aufweist. Er ist der letzte erhaltene Teil des ersten Kirchengebäudes an dieser Stelle, das möglicherweise bei der Zweiten Marcellusflut 1362 zerstört wurde. Spuren des ersten Kirchenschiffs wurden bei Untersuchungen in den Jahren 1973/1974 nachgewiesen. Das im 14. Jahrhundert aus Backstein errichtete Kirchenschiff hat heute ein Rundbogen- und sieben Spitzbogenfenster. Der zweifelsfrei spätgotische Turm wurde im ersten Drittel des 16. Jahrhunderts an das Westende des bereits vorhandenen Schiffs angefügt.

## Ausstattung
Der aus grauem Sandstein gefertigte 105 cm hohe Taufstein stammt aus der ersten Hälfte des 13. Jahrhunderts und ist mit Ornamenten verziert.
1647, neun Jahre nach dem Tod des Bildhauers Ludwig Münstermann, fertigte wahrscheinlich einer seiner Schüler oder sein Sohn Claus Münstermann die mit reichem Schnitzwerk verzierte Kanzel aus Eichenholz.
1664 wurden der Altar mit einem originellen Altaraufsatz mit Abendmahlgemälde, phantasievollen Säulen und schwungvollem Baldachin und die rechts und links davon stehenden Kniebänke angefertigt und in der Kirche aufgestellt.
Vom Turm der Neuender Kirche läuten heute zwei Bronzeglocken der renommierten Glockengießerei Otto aus Hemelingen/Bremen, welche im Jahre 1969 gegossen wurden. Sie erklingen auf den Schlagtönen f' und as'. Der Platz für eine dritte ist noch frei. Frühere Glocken gingen verloren, zersprangen, oder mussten in Kriegszeiten abgegeben werden.

## Friedhof
Rund um die Kirche befindet sich der alte Kirchhof mit einigen gut erhaltenen historischen Grabstelen und Grabkellern. Die Kirche, der Kirchhof und die alten Grabsteine stehen seit dem 7. Dezember 1949 unter Denkmalschutz.